# إبراهيم المصري (سياسي)
إبراهيم شحادة إبراهيم المصري (أبو سامر، 5 يناير 1949 في الخليل –  5 يونيو 2023 في رام الله) مناضل وسياسي فلسطيني ومن مؤسسي حركة فتح.

## حياته
أنهى دراسته الإعدادية والثانوية في مدارس يطا والخليل وانهى الثانوية عام 1969، غادر بعدها إلى الأردن والتحق بصفوف حركة فتح هناك. حصل على بكالوريوس الجغرافيا من جامعة دمشق. وكان في الجامعة من نشطاء حركة فتح وعضواً في اتحاد طلبة فلسطين ومثلهم في العديد من المؤتمرات العربية والدولية.
شارك إبراهيم المصري في الثورة في لبنان عام 1973 وعاد إلى سوريا فقامت المخابرات السورية بإبعاده إلى مصرعام 1975، وبعدها انتقل إلى لبنان وبقي هناك حتى إجتياح بيروت عام 1982 فغادر إلى تونس والتحق بالثورة الفلسطينية هناك وعمل في مفوضية العلاقات الخارجية لحركة فتح . ومع إنشاء السلطة الوطنية الفلسطينية عام 1994 عاد من تونس إلى فلسطين وتم تكليفه مديراً للمخابرات بدرجة لواء في محافظة الخليل ومن ثم إنتقل إلى قيادة المخابرات. أنتخب عضواً في المجلس الثوري لحركة فتح عام 2009، وعين في المجلس الوطني والمركزي الفلسطيني.
متزوج وله من الأبناء سامر رئيس نيابة أريحا، وريم التي تعمل في سفارة دولة فلسطين بالقاهرة.

## وفاته
توفي المصري في 5 يونيو 2023 في المستشفى الإستشاري في مدينة رام الله إثر مرض عضال. فأقيمت له مراسم وداع رسمية في مقر الرئاسة (المقاطعة) لإلقاء نظرة الوداع من الرئيس محمود عباس والقيادة الفلسطينية الرسمية والمدنية والأجهزة الأمنية والوطنية والشعبية حيث أنطلق موكب التشييع الساعة الحادية عشر صباحاً من المستشفى الإستشاري برام الله باتجاه المقاطعة، ثم أنطلق الموكب باتجاه مدينة يطا حيث تمت الصلاة على جثمانه الطاهر في المسجد الكبير وسط المدينة ومن ثم شيع الى مأواه الأخير في مقبرة العائلة.
وفي اتصال هاتفي بين الرئيس محمود عباس معزياً ابنه سامر «أشاد سيادته بمناقب الفقيد ودوره الوطني ونضاله لخدمة شعبه ووطنه، ودفاعه عن القرار الوطني الفلسطيني المستقل، معرباً عن أحر تعازيه وصادق مواساته، سائلا المولى عز وجل أن يتغمده بواسع رحمته ويسكنه فسيح جناته، وأن يلهم أهله وذويه الصبر والسلوان»
ونعاه محمود العالول نائب رئيس حركة فتح وقال: «إنّ المناضل الراحل (أبو سامر المصري) من طلائع الملتحقين بالثورة الفلسطينيّة، وأحد القيادات البارزة للاتحاد العام لطلبة فلسطين في بيروت، وشارك في معاركها التي خاضها مستبسلًا في الدفاع عن المشروع الوطنيّ، يُضاف إلى ذلك؛ دوره في تأسيس جهاز المخابرات العامّة، مردفةً أنّه ظلّ ملتزمًا بالقرار الوطنيّ المستقل، مؤديًا واجباته تجاه شعبه وقضيّته، معاهدةً إياه على مواصلة النضال حتى انتزاع الحقوق الوطنيّة لشعبنا، وإقامة الدولة الفلسطينيّة المستقلّة ذات السيادة وعاصمتها القدس»
ونعاه روحي فتوح رئيس المجلس الوطني وقال: «أن المجلس الوطني الفلسطيني، وحركة التحرير الوطني الفلسطيني فتح، في هذا المصاب الجلل يتقدم بخالص العزاء والمواساة إلى عائلته الصغيرة أم سامر وسامر وريم وأهله وذويه وإلى جميع أبناء وعائلته الكبيرة أعضاء فتح في جميع أماكن تواجدهم، وإلى أعضاء المجلس الوطني كافة، وإلى أبناء شعبنا الفلسطيني العظيم»